# Siedlinghauser Kreis
Der Siedlinghauser Kreis war ein Freundeskreis um den Sauerländer Landarzt Franz Schranz (* 1894 in Bad Wurzach; † 1961 in Siedlinghausen), der 1921 in das kleine Dorf Siedlinghausen bei Winterberg gezogen war. Der rechtskatholisch geprägte Zirkel traf sich zwischen etwa 1932 und 1961 in wechselnder Zusammensetzung zwanglos, ohne feste Regeln oder Terminabsprachen, im Hause Schranz und im benachbarten Atelier des Künstlers Eugen Senge-Platten zu Gesprächen über philosophisch-theologische, politische und künstlerische Themen. Dank einer Reihe namhafter Teilnehmer, allen voran der Staatsrechtler Carl Schmitt, waren die Siedlinghauser Treffen nicht ohne Einfluss auf die politisch-gesellschaftliche Diskussion in Deutschland.
Schranz hatte den in Berlin lehrenden Carl Schmitt im Frühjahr 1931 über den Theologieprofessor Paul Simon kennengelernt, einen Verwandten des in Siedlinghausen lebenden und mit Schranz befreundeten Eugen Senge-Platten. Wenig später folgte Schmitt erstmals einer Einladung nach Siedlinghausen. Dort begann eine lebenslange Freundschaft zwischen den beiden Männern. Über Schmitt kam der Kontakt zu dem Dichter Konrad Weiß zustande.
Zum Siedlinghauser Kreis gehörten bekannte Juristen, Maler, Musiker, Schriftsteller, Philosophen und Kommunalpolitiker, neben Carl Schmitt und Konrad Weiß unter anderem Albert Mirgeler, Ernst Jünger, Friedrich Georg Jünger, Josef Pieper, Karl Caspar, Maria Caspar-Filser, Armin Mohler, Fritz Neumeyer, Ernst Niekisch, Jost Trier, August Wenzinger, Friedhelm Kemp und Franz Hengsbach.
Die Mitglieder des Kreises waren sich weitgehend einig in ihrer Ablehnung der parlamentarischen Demokratie und der Weimarer Republik und setzten ihre Hoffnung auf einen autoritär geführten christlichen Staat. Sie begrüßten daher mehrheitlich die Machtübernahme durch die Nationalsozialisten. Mit fortschreitender Dauer der Diktatur kam es jedoch innerhalb des Kreises zu wachsenden Spannungen zwischen Befürwortern und Gegnern des Regimes. Während des Zweiten Weltkriegs gingen die Treffen kriegsbedingt zurück. Nach Kriegsende lebte der Freundeskreis aber wieder auf und hatte bis zum Tod von Karl Schranz 1961 Bestand.
Den musikalisch, künstlerisch und literarisch interessierten Kunstförderer Schranz, der auch selbst schriftstellerisch tätig war, verband eine besonders enge Freundschaft mit Konrad Weiß und Eugen Senge-Platten. Beide unterstützte er auch finanziell. Die Freunde unternahmen mehrfach gemeinsame Kulturreisen, welche die Grundlage zu Konrad Weiß’ Reisebuch Deutschlands Morgenspiegel lieferten.
Am 17. September 2011 wurde auf dem Friedhof in Siedlinghausen die Gedenkstätte Siedlinghauser Kreis eingeweiht.